# Campeonato Mundial de Atletismo de 2019 - Heptatlo feminino
A competição do heptatlo feminino no Campeonato Mundial de Atletismo de 2019 foi realizada em Doha, no Catar, entre os dias 2 de outubro e 4 de outubro.

## Recordes
Antes da competição, os recordes eram os seguintes: 
| Recorde mundial                               | Jackie Joyner-Kersee (USA) | 7.291 | Seul, Coreia do Sul     | 24 de setembro de 1988 |
| Recorde do campeonato                         | Jackie Joyner-Kersee (USA) | 7.128 | Roma, Itália            | 1 de setembro de 1987  |
| Recorde do ano                                | Nafissatou Thiam (BEL)     | 6.819 | Talence, França         | 23 de junho de 2019    |
| Recorde da África                             | Margaret Simpson (GHA)     | 6.423 | Götzis, Áustria         | 29 de maio de 2005     |
| Recorde da Ásia                               | Ghada Shouaa (SYR)         | 6.942 | Götzis, Áustria         | 26 de maio de 1996     |
| Recorde da América do Norte, Central e Caribe | Jackie Joyner-Kersee (USA) | 7.291 | Seul, Coreia do Sul     | 24 de setembro de 1988 |
| Recorde da América do Sul                     | Evelis Aguilar (COL)       | 6.271 | Cali, Colômbia          | 26 de junho de 2016    |
| Recorde da Europa                             | Carolina Klüft (SWE)       | 7.032 | Osaka, Japão            | 26 de agosto de 2007   |
| Recorde da Oceania                            | Jane Flemming (AUS)        | 6.695 | Auckland, Nova Zelândia | 28 de janeiro de 1990  |

Os seguintes recordes mundiais ou olímpicos foram estabelecidos durante esta competição:
| Data         | Evento | Atleta                          | Pontos | Notas               |
| ------------ | ------ | ------------------------------- | ------ | ------------------- |
| 4 de outubro | Final  | Katarina Johnson-Thompson (GBR) | 6.981  | Melhor marca do ano |

## Medalhistas
| Ouro                            | Prata                  | Bronze               |
| Katarina Johnson-Thompson (GBR) | Nafissatou Thiam (BEL) | Verena Preiner (AUT) |

## Tempo de qualificação
| Tempo de qualificação |
| --------------------- |
| 6.300 pts             |

## Cronograma
| Data                 | Hora  | Evento                   |
| -------------------- | ----- | ------------------------ |
| 2 de outubro de 2019 | 17:05 | 100 metros com barreiras |
| 2 de outubro de 2019 | 18:15 | Salto em altura          |
| 2 de outubro de 2019 | 20:30 | Arremesso de peso        |
| 2 de outubro de 2019 | 21:50 | 200 metros               |
| 3 de outubro de 2019 | 18:15 | Salto em distância       |
| 3 de outubro de 2019 | 20:10 | Lançamento de dardo      |
| 4 de outubro de 2019 | 00:05 | 800 metros               |

Todos os horários estão no horário local (UTC+3)

## Resultados

### 100 metros com barreiras
A prova foi realizada dia 2 de outubro às 17:05. 
| Pos. | Série | Atleta                    | Nacionalidade  | Tempo | Pontos | Notas                |
| ---- | ----- | ------------------------- | -------------- | ----- | ------ | -------------------- |
| 1    | 3     | Kendell Williams          | Estados Unidos | 12.58 | 1189   | CHB                  |
| 2    | 3     | Solène Ndama              | França         | 12.90 | 1140   |                      |
| 3    | 3     | Erica Bougard             | Estados Unidos | 13.01 | 1123   |                      |
| 4    | 3     | Marthe Koala              | Burquina Fasso | 13.05 | 1117   | Recorde nacional     |
| 5    | 2     | Katarina Johnson-Thompson | Grã-Bretanha   | 13.09 | 1111   | Recorde pessoal      |
| 6    | 3     | Chari Hawkins             | Estados Unidos | 13.23 | 1090   |                      |
| 7    | 2     | Verena Preiner            | Áustria        | 13.25 | 1087   | Recorde pessoal      |
| 8    | 2     | Annie Kunz                | Estados Unidos | 13.27 | 1084   | Recorde pessoal      |
| 9    | 3     | Maria Huntington          | Finlândia      | 13.32 | 1077   |                      |
| 10   | 2     | Nafissatou Thiam          | Bélgica        | 13.36 | 1071   | Recorde da temporada |
| 11   | 3     | Odile Ahouanwanou         | Benim          | 13.45 | 1058   |                      |
| 12   | 1     | Kateřina Cachová          | Chéquia        | 13.47 | 1055   | Recorde da temporada |
| 13   | 1     | Anouk Vetter              | Países Baixos  | 13.55 | 1043   | Recorde da temporada |
| 14   | 2     | Noor Vidts                | Bélgica        | 13.58 | 1039   |                      |
| 15   | 2     | Nadine Broersen           | Países Baixos  | 13.61 | 1034   |                      |
| 16   | 1     | Emma Oosterwegel          | Países Baixos  | 13.65 | 1028   |                      |
| 17   | 1     | Géraldine Ruckstuhl       | Suíça          | 13.84 | 1001   |                      |
| 18   | 1     | Hanne Maudens             | Bélgica        | 13.90 | 993    | Recorde pessoal      |
| 19   | 1     | Ekaterina Voronina        | Uzbequistão    | 14.64 | 890    |                      |
| 20   | 2     | Ivona Dadic               | Áustria        | DSQ   | 0      | 168.7(b)             |

### Salto em altura
A prova foi realizada dia 2 de outubro às 18:15. 
| Pos. | Grupo | Atleta                    | Nacionalidade  | 1.56 | 1.59 | 1.62 | 1.65 | 1.68 | 1.71 | 1.74 | 1.77 | 1.80 | 1.83 | 1.86 | 1.89 | 1.92 | 1.95 | 1.98 | Resultado | Pts  | Notas                | Total  | Total   |
| Pos. | Grupo | Atleta                    | Nacionalidade  | 1.56 | 1.59 | 1.62 | 1.65 | 1.68 | 1.71 | 1.74 | 1.77 | 1.80 | 1.83 | 1.86 | 1.89 | 1.92 | 1.95 | 1.98 | Resultado | Pts  | Notas                | Pontos | Posição |
| ---- | ----- | ------------------------- | -------------- | ---- | ---- | ---- | ---- | ---- | ---- | ---- | ---- | ---- | ---- | ---- | ---- | ---- | ---- | ---- | --------- | ---- | -------------------- | ------ | ------- |
| 1    | A     | Katarina Johnson-Thompson | Grã-Bretanha   | –    | –    | –    | –    | –    | –    | –    | –    | –    | o    | xo   | o    | xo   | o    | xxx  | 1.95      | 1171 | CHB                  | 2282   | 1       |
| 2    | A     | Nafissatou Thiam          | Bélgica        | –    | –    | –    | –    | –    | –    | –    | –    | –    | xo   | o    | xo   | o    | xo   | xxx  | 1.95      | 1171 | CHB                  | 2242   | 2       |
| 3    | A     | Erica Bougard             | Estados Unidos | –    | –    | –    | –    | –    | –    | o    | xxo  | xxo  | o    | xo   | xxx  |      |      |      | 1.86      | 1054 |                      | 2177   | 3       |
| 4    | A     | Maria Huntington          | Finlândia      | –    | –    | –    | –    | –    | –    | o    | xo   | xo   | o    | xxx  |      |      |      |      | 1.83      | 1016 |                      | 2093   | 5       |
| 5    | A     | Nadine Broersen           | Países Baixos  | –    | –    | –    | –    | –    | o    | o    | o    | o    | xo   | xxx  |      |      |      |      | 1.83      | 1016 | Recorde da temporada | 2050   | 7       |
| 6    | B     | Annie Kunz                | Estados Unidos | –    | –    | –    | o    | o    | o    | xo   | xo   | o    | xxx  |      |      |      |      |      | 1.80      | 978  | Recorde da temporada | 2062   | 6       |
| 7    | A     | Ekaterina Voronina        | Uzbequistão    | –    | –    | –    | –    | o    | o    | o    | xo   | xxo  | xxx  |      |      |      |      |      | 1.80      | 978  |                      | 1868   | 17      |
| 8    | B     | Chari Hawkins             | Estados Unidos | –    | –    | –    | –    | –    | o    | o    | o    | xxx  |      |      |      |      |      |      | 1.77      | 941  |                      | 2031   | 8       |
| 8    | A     | Noor Vidts                | Bélgica        | –    | –    | –    | –    | o    | o    | o    | o    | xxx  |      |      |      |      |      |      | 1.77      | 941  |                      | 1980   | 13      |
| 10   | B     | Verena Preiner            | Áustria        | –    | –    | –    | o    | o    | o    | o    | xo   | xxx  |      |      |      |      |      |      | 1.77      | 941  |                      | 2028   | 9       |
| 10   | A     | Kendell Williams          | Estados Unidos | –    | –    | –    | –    | –    | o    | o    | xo   | xxx  |      |      |      |      |      |      | 1.77      | 941  |                      | 2130   | 4       |
| 12   | B     | Odile Ahouanwanou         | Benim          | –    | –    | –    | o    | o    | o    | xxo  | xo   | xxx  |      |      |      |      |      |      | 1.77      | 941  | Recorde da temporada | 1999   | 12      |
| 13   | B     | Emma Oosterwegel          | Países Baixos  | –    | –    | –    | o    | o    | o    | xo   | xxo  | xxx  |      |      |      |      |      |      | 1.77      | 941  | Recorde pessoal      | 1969   | 14      |
| 14   | B     | Marthe Koala              | Burquina Fasso | –    | –    | –    | o    | o    | xo   | o    | xxx  |      |      |      |      |      |      |      | 1.74      | 903  |                      | 2020   | 10      |
| 15   | B     | Kateřina Cachová          | Chéquia        | –    | o    | o    | xo   | o    | xo   | xo   | xxx  |      |      |      |      |      |      |      | 1.74      | 903  | Recorde da temporada | 1958   | 15      |
| 16   | B     | Anouk Vetter              | Países Baixos  | –    | –    | –    | o    | o    | xxo  | xo   | xxx  |      |      |      |      |      |      |      | 1.74      | 903  |                      | 1946   | 16      |
| 17   | A     | Géraldine Ruckstuhl       | Suíça          | –    | –    | –    | xxo  | o    | o    | xxx  |      |      |      |      |      |      |      |      | 1.71      | 867  |                      | 1868   | 17      |
| 18   | B     | Solène Ndama              | França         | –    | –    | o    | xo   | xo   | o    | xxx  |      |      |      |      |      |      |      |      | 1.71      | 867  |                      | 2007   | 11      |
| 19   | B     | Hanne Maudens             | Bélgica        | –    | –    | –    | o    | o    | xo   | xxx  |      |      |      |      |      |      |      |      | 1.71      | 867  |                      | 1860   | 19      |
| 20   | A     | Ivona Dadic               | Áustria        |      |      |      |      |      |      |      |      |      |      |      |      |      |      |      | DNS       | 0    |                      | DNF    | 20      |

### Arremesso de peso
A prova foi realizada dia 2 de outubro às 20:30. 
| Pos. | Grupo | Atleta                    | Nacionalidade  | Tentativa | Tentativa | Tentativa        | Resultado | Pontos | Notas                | Total   | Total |       |       |       |     |  |      |   |
| ---- | ----- | ------------------------- | -------------- | --------- | --------- | ---------------- | --------- | ------ | -------------------- | ------- | ----- | ----- | ----- | ----- | --- |  | ---- | - |
| Pos. | Grupo | Atleta                    | Nacionalidade  | 1         | A         | Nafissatou Thiam | Resultado | Pontos | Notas                | Bélgica | 15.22 | 14.52 | 15.08 | 15.22 | 876 |  | 3118 | 1 |
| 2    | A     | Nadine Broersen           | Países Baixos  | 14.21     | 14.39     | 14.75            | 14.75     | 844    |                      | 2894    | 4     |       |       |       |     |  |      |   |
| 3    | A     | Annie Kunz                | Estados Unidos | 14.58     | 13.46     | 13.72            | 14.58     | 833    | Recorde da temporada | 2895    | 3     |       |       |       |     |  |      |   |
| 4    | A     | Géraldine Ruckstuhl       | Suíça          | 14.19     | 13.76     | 14.28            | 14.28     | 813    |                      | 2681    | 16    |       |       |       |     |  |      |   |
| 5    | A     | Verena Preiner            | Áustria        | 14.21     | 13.69     | 13.73            | 14.21     | 808    |                      | 2836    | 7     |       |       |       |     |  |      |   |
| 6    | A     | Odile Ahouanwanou         | Benim          | 12.73     | 14.13     | 13.90            | 14.13     | 803    |                      | 2802    | 8     |       |       |       |     |  |      |   |
| 7    | A     | Anouk Vetter              | Países Baixos  | 14.10     | 14.05     | 14.10            | 14.10     | 801    |                      | 2747    | 13    |       |       |       |     |  |      |   |
| 8    | B     | Katarina Johnson-Thompson | Grã-Bretanha   | 12.33     | 12.38     | 13.86            | 13.86     | 785    | Recorde pessoal      | 3067    | 2     |       |       |       |     |  |      |   |
| 9    | B     | Emma Oosterwegel          | Países Baixos  | 13.70     | 13.53     | 12.79            | 13.70     | 774    | Recorde pessoal      | 2743    | 15    |       |       |       |     |  |      |   |
| 10   | A     | Solène Ndama              | França         | x         | 13.57     | 13.68            | 13.68     | 773    |                      | 2780    | 10    |       |       |       |     |  |      |   |
| 11   | B     | Ekaterina Voronina        | Uzbequistão    | 12.81     | 13.61     | 13.66            | 13.66     | 771    |                      | 2639    | 18    |       |       |       |     |  |      |   |
| 12   | B     | Chari Hawkins             | Estados Unidos | 13.05     | 13.59     | 12.93            | 13.59     | 767    | Recorde pessoal      | 2798    | 9     |       |       |       |     |  |      |   |
| 13   | A     | Noor Vidts                | Bélgica        | 12.83     | 13.55     | 12.46            | 13.55     | 764    |                      | 2744    | 14    |       |       |       |     |  |      |   |
| 14   | B     | Marthe Koala              | Burquina Fasso | 12.97     | 13.28     | 12.83            | 13.28     | 746    | Recorde da temporada | 2766    | 12    |       |       |       |     |  |      |   |
| 15   | B     | Hanne Maudens             | Bélgica        | x         | 12.71     | 13.12            | 13.12     | 735    |                      | 2595    | 19    |       |       |       |     |  |      |   |
| 16   | B     | Kendell Williams          | Estados Unidos | 12.71     | 12.55     | 12.71            | 12.71     | 708    |                      | 2838    | 6     |       |       |       |     |  |      |   |
| 17   | B     | Kateřina Cachová          | Chéquia        | 12.04     | 12.58     | 12.07            | 12.58     | 700    | Recorde da temporada | 2658    | 17    |       |       |       |     |  |      |   |
| 18   | B     | Erica Bougard             | Estados Unidos | 12.36     | 12.17     | 12.33            | 12.36     | 685    |                      | 2862    | 5     |       |       |       |     |  |      |   |
| 19   | B     | Maria Huntington          | Finlândia      | 10.96     | 11.44     | 12.21            | 12.21     | 675    |                      | 2768    | 11    |       |       |       |     |  |      |   |
| 20   | A     | Ivona Dadic               | Áustria        |           |           |                  | DNS       |        |                      | DNF     | 20    |       |       |       |     |  |      |   |

### 200 metros
A prova foi realizada dia 2 de outubro às 21:50. 
| Pos.. | Bateria | Atleta                    | Nacionalidade  | Resultado | Pontos | Notas                | Total  | Total   |
| Pos.. | Bateria | Atleta                    | Nacionalidade  | Resultado | Pontos | Notas                | Pontos | Posição |
| ----- | ------- | ------------------------- | -------------- | --------- | ------ | -------------------- | ------ | ------- |
| 1     | 3       | Katarina Johnson-Thompson | Grã-Bretanha   | 23.08     | 1071   | Recorde da temporada | 4138   | 1       |
| 2     | 3       | Kendell Williams          | Estados Unidos | 23.62     | 1017   | Recorde da temporada | 3855   | 3       |
| 3     | 2       | Hanne Maudens             | Bélgica        | 23.81     | 999    | Recorde pessoal      | 3594   | 16      |
| 4     | 3       | Erica Bougard             | Estados Unidos | 23.89     | 991    |                      | 3853   | 4       |
| 5     | 3       | Verena Preiner            | Áustria        | 23.96     | 985    | Recorde pessoal      | 3821   | 6       |
| 6     | 3       | Odile Ahouanwanou         | Benim          | 24.05     | 976    |                      | 3778   | 7       |
| 7     | 3       | Marthe Koala              | Burquina Fasso | 24.29     | 953    |                      | 3719   | 10      |
| 8     | 2       | Solène Ndama              | França         | 24.34     | 948    |                      | 3728   | 9       |
| 9     | 2       | Annie Kunz                | Estados Unidos | 24.37     | 945    |                      | 3840   | 5       |
| 10    | 2       | Anouk Vetter              | Países Baixos  | 24.43     | 940    |                      | 3687   | 12      |
| 11    | 2       | Noor Vidts                | Bélgica        | 24.46     | 937    |                      | 3681   | 13      |
| 12    | 1       | Nafissatou Thiam          | Bélgica        | 24.60     | 924    |                      | 4042   | 2       |
| 13    | 2       | Maria Huntington          | Finlândia      | 24.72     | 913    |                      | 3681   | 13      |
| 14    | 2       | Chari Hawkins             | Estados Unidos | 24.81     | 904    |                      | 3702   | 11      |
| 15    | 1       | Kateřina Cachová          | Chéquia        | 24.95     | 891    |                      | 3549   | 17      |
| 16    | 1       | Ekaterina Voronina        | Uzbequistão    | 25.03     | 884    |                      | 3523   | 19      |
| 17    | 1       | Emma Oosterwegel          | Países Baixos  | 25.10     | 878    |                      | 3621   | 15      |
| 18    | 1       | Géraldine Ruckstuhl       | Suíça          | 25.21     | 868    |                      | 3549   | 17      |
| 19    | 1       | Nadine Broersen           | Países Baixos  | 25.28     | 861    |                      | 3755   | 8       |
| 20    | 3       | Ivona Dadic               | Áustria        | DNS       |        |                      | DNF    | 20      |

### Salto em distância
A prova foi realizada dia 3 de outubro às 18:15. 
| Pos. | Grupo | Atleta                    | Nacionalidade  | Tentativa | Tentativa | Tentativa | Resultado | Pontos | Notas           | Total  | Total   |
| Pos. | Grupo | Atleta                    | Nacionalidade  | 1         | 2         | 3         | Resultado | Pontos | Notas           | Pontos | Posição |
| ---- | ----- | ------------------------- | -------------- | --------- | --------- | --------- | --------- | ------ | --------------- | ------ | ------- |
| 1    | A     | Katarina Johnson-Thompson | Grã-Bretanha   | 6.32      | 6.77      | x         | 6.77      | 1095   |                 | 5233   | 1       |
| 2    | A     | Marthe Koala              | Burquina Fasso | 6.44      | x         | 6.30      | 6.44      | 988    |                 | 4707   | 6       |
| 3    | A     | Hanne Maudens             | Bélgica        | 6.41      | 6.36      | 6.29      | 6.41      | 978    |                 | 4572   | 11      |
| 4    | A     | Nafissatou Thiam          | Bélgica        | 6.25      | 6.35      | 6.40      | 6.40      | 975    |                 | 5017   | 2       |
| 5    | A     | Verena Preiner            | Áustria        | 6.27      | 6.36      | 6.16      | 6.36      | 962    | Recorde pessoal | 4783   | 4       |
| 6    | A     | Kendell Williams          | Estados Unidos | x         | x         | 6.28      | 6.28      | 937    |                 | 4792   | 3       |
| 7    | B     | Nadine Broersen           | Países Baixos  | 6.22      | 6.10      | x         | 6.22      | 918    |                 | 4673   | 8       |
| 8    | A     | Erica Bougard             | Estados Unidos | 6.21      | 6.19      | 5.95      | 6.21      | 915    |                 | 4768   | 5       |
| 9    | B     | Anouk Vetter              | Países Baixos  | 6.08      | 6.12      | 6.20      | 6.20      | 912    |                 | 4599   | 10      |
| 10   | A     | Noor Vidts                | Bélgica        | 6.11      | 5.82      | 6.09      | 6.11      | 883    |                 | 4564   | 13      |
| 11   | B     | Odile Ahouanwanou         | Benim          | 5.34      | 6.00      | x         | 6.00      | 850    | Recorde pessoal | 4628   | 9       |
| 12   | A     | Solène Ndama              | França         | 5.98      | x         | 5.97      | 5.98      | 843    |                 | 4571   | 12      |
| 13   | B     | Chari Hawkins             | Estados Unidos | 5.95      | 5.88      | x         | 5.95      | 834    |                 | 4536   | 14      |
| 14   | B     | Annie Kunz                | Estados Unidos | 5.75      | x         | 5.95      | 5.95      | 834    |                 | 4674   | 7       |
| 15   | B     | Emma Oosterwegel          | Países Baixos  | 5.75      | 5.65      | 5.87      | 5.87      | 810    |                 | 4431   | 15      |
| 16   | B     | Ekaterina Voronina        | Uzbequistão    | x         | 5.83      | 5.82      | 5.83      | 798    |                 | 4321   | 17      |
| 17   | B     | Kateřina Cachová          | Chéquia        | 5.79      | 5.68      | 5.52      | 5.79      | 786    |                 | 4335   | 16      |
| 18   | B     | Géraldine Ruckstuhl       | Suíça          | 5.51      | 5.73      | 5.54      | 5.73      | 768    |                 | 4317   | 18      |
| 19   | A     | Maria Huntington          | Finlândia      |           |           |           | DNS       |        |                 | DNF    | 19      |

### Lançamento de dardo
A prova foi realizada dia 3 de outubro às 20:10. 
| Pos. | Atleta                    | Nacionalidade  | Tentativa | Tentativa | Tentativa | Resultado | Pontos | Notas                | Total  | Total   |
| Pos. | Atleta                    | Nacionalidade  | 1         | 2         | 3         | Resultado | Pontos | Notas                | Pontos | Posição |
| ---- | ------------------------- | -------------- | --------- | --------- | --------- | --------- | ------ | -------------------- | ------ | ------- |
| 1    | Géraldine Ruckstuhl       | Suíça          | 52.50     | 53.20     | 55.35     | 55.35     | 964    |                      | 5281   | 11      |
| 2    | Anouk Vetter              | Países Baixos  | 51.87     | 54.17     | x         | 54.17     | 941    |                      | 5540   | 6       |
| 3    | Emma Oosterwegel          | Países Baixos  | 54.01     | 52.51     | 51.96     | 54.01     | 938    |                      | 5369   | 9       |
| 4    | Ekaterina Voronina        | Uzbequistão    | 48.81     | 51.60     | 51.53     | 51.60     | 891    |                      | 5212   | 13      |
| 5    | Nadine Broersen           | Países Baixos  | 49.82     | 49.34     | 50.41     | 50.41     | 868    | Recorde da temporada | 5541   | 5       |
| 6    | Nafissatou Thiam          | Bélgica        | x         | 48.04     | –         | 48.04     | 822    | Recorde da temporada | 5839   | 2       |
| 7    | Odile Ahouanwanou         | Benim          | 46.74     | 41.69     | x         | 46.74     | 797    | Recorde pessoal      | 5425   | 8       |
| 8    | Verena Preiner            | Áustria        | 43.39     | 45.30     | 46.68     | 46.68     | 796    |                      | 5579   | 3       |
| 9    | Kateřina Cachová          | Chéquia        | 46.11     | 42.70     | 45.02     | 46.11     | 785    |                      | 5120   | 17      |
| 10   | Kendell Williams          | Estados Unidos | x         | 41.91     | 45.12     | 45.12     | 766    | Recorde da temporada | 5558   | 4       |
| 11   | Katarina Johnson-Thompson | Grã-Bretanha   | 42.21     | 43.93     | 40.55     | 43.93     | 743    | Recorde pessoal      | 5976   | 1       |
| 12   | Erica Bougard             | Estados Unidos | 40.34     | 43.48     | 42.76     | 43.48     | 734    |                      | 5502   | 7       |
| 13   | Chari Hawkins             | Estados Unidos | 40.07     | x         | x         | 40.07     | 669    |                      | 5205   | 14      |
| 14   | Solène Ndama              | França         | x         | 34.55     | 37.62     | 37.62     | 622    | Recorde pessoal      | 5193   | 15      |
| 15   | Marthe Koala              | Burquina Fasso | 37.59     | x         | x         | 37.59     | 621    |                      | 5328   | 10      |
| 16   | Hanne Maudens             | Bélgica        | 34.98     | 36.22     | x         | 36.22     | 595    |                      | 5167   | 16      |
| 17   | Annie Kunz                | Estados Unidos | x         | 35.36     | 27.47     | 35.36     | 579    |                      | 5253   | 12      |
| 18   | Noor Vidts                | Bélgica        | 33.06     | 33.58     | 33.17     | 33.58     | 545    |                      | 5109   | 18      |
| 19   | Maria Huntington          | Finlândia      |           |           |           | DNS       |        |                      |        | 19      |

### 800 metros
A prova foi realizada dia 4 de outubro às 00:05. 
| Pos. | Série | Atleta                    | Nacionalidade  | Tempo   | Pontos | Notas                | Total  | Total   |
| Pos. | Série | Atleta                    | Nacionalidade  | Tempo   | Pontos | Notas                | Pontos | Posição |
| ---- | ----- | ------------------------- | -------------- | ------- | ------ | -------------------- | ------ | ------- |
| 1    | 2     | Katarina Johnson-Thompson | Grã-Bretanha   | 2.07.26 | 1005   | Recorde pessoal      | 6981   | 1       |
| 2    | 2     | Verena Preiner            | Áustria        | 2:08.88 | 981    |                      | 6560   | 3       |
| 3    | 2     | Erica Bougard             | Estados Unidos | 2:09.74 | 968    |                      | 6470   | 4       |
| 4    | 1     | Hanne Maudens             | Bélgica        | 2:12.98 | 921    |                      | 6088   | 11      |
| 5    | 1     | Ekaterina Voronina        | Uzbequistão    | 2:15.40 | 887    |                      | 6099   | 10      |
| 6    | 2     | Emma Oosterwegel          | Países Baixos  | 2:15.86 | 881    |                      | 6250   | 7       |
| 7    | 1     | Noor Vidts                | Bélgica        | 2:15.94 | 880    |                      | 5989   | 15      |
| 8    | 1     | Géraldine Ruckstuhl       | Suíça          | 2:16.02 | 878    |                      | 6159   | 9       |
| 9    | 1     | Chari Hawkins             | Estados Unidos | 2:16.78 | 868    | Recorde da temporada | 6073   | 12      |
| 10   | 1     | Kateřina Cachová          | Chéquia        | 2:16.85 | 867    | Recorde da temporada | 5987   | 16      |
| 11   | 2     | Kendell Williams          | Estados Unidos | 2:17.54 | 857    |                      | 6415   | 5       |
| 12   | 2     | Nadine Broersen           | Países Baixos  | 2:18.01 | 851    |                      | 6392   | 6       |
| 13   | 1     | Solène Ndama              | França         | 2:18.75 | 841    |                      | 6034   | 14      |
| 14   | 2     | Nafissatou Thiam          | Bélgica        | 2:18.93 | 838    | Recorde da temporada | 6677   | 2       |
| 15   | 1     | Annie Kunz                | Estados Unidos | 2:20.68 | 814    |                      | 6067   | 13      |
| 16   | 2     | Odile Ahouanwanou         | Benim          | 2:22.89 | 785    | Recorde da temporada | 6210   | 8       |
| 17   | 1     | Marthe Koala              | Burquina Fasso | DNS     |        |                      | DNF    | 17      |
| 17   | 2     | Anouk Vetter              | Países Baixos  | DNS     |        |                      | DNF    | 17      |

## Classificação final
A classificação final foi a seguinte. 
| Colocação         | Atleta                    | Nacionalidade  | 100 m C/B | SA   | AP    | 200 m | SD   | LD    | 800 m   | Total | Notas                |
| ----------------- | ------------------------- | -------------- | --------- | ---- | ----- | ----- | ---- | ----- | ------- | ----- | -------------------- |
| Medalha de ouro   | Katarina Johnson-Thompson | Grã-Bretanha   | 13.09     | 1.95 | 13.86 | 23.08 | 6.77 | 43.93 | 2:07.26 | 6981  | Melhor marca do ano  |
| Medalha de prata  | Nafissatou Thiam          | Bélgica        | 13.36     | 1.95 | 15.22 | 24.60 | 6.40 | 48.04 | 2:18.93 | 6677  |                      |
| Medalha de bronze | Verena Preiner            | Áustria        | 13.25     | 1.77 | 14.21 | 23.96 | 6.36 | 46.68 | 2:08.88 | 6560  |                      |
| 4                 | Erica Bougard             | Estados Unidos | 13.01     | 1.86 | 12.36 | 23.89 | 6.21 | 43.48 | 2:09.74 | 6470  |                      |
| 5                 | Kendell Williams          | Estados Unidos | 12.58     | 1.77 | 12.71 | 23.62 | 6.28 | 45.12 | 2:17.54 | 6415  |                      |
| 6                 | Nadine Broersen           | Países Baixos  | 13.61     | 1.83 | 14.75 | 25.28 | 6.22 | 50.41 | 2:18.01 | 6392  | Recorde da temporada |
| 7                 | Emma Oosterwegel          | Países Baixos  | 13.65     | 1.77 | 13.70 | 25.10 | 5.87 | 54.01 | 2:15.86 | 6250  | Recorde pessoal      |
| 8                 | Odile Ahouanwanou         | Benim          | 13.45     | 1.77 | 14.13 | 24.05 | 6.00 | 46.74 | 2:22.89 | 6210  | Recorde nacional     |
| 9                 | Géraldine Ruckstuhl       | Suíça          | 13.84     | 1.71 | 14.28 | 25.21 | 5.73 | 55.35 | 2:16.02 | 6159  |                      |
| 10                | Ekaterina Voronina        | Uzbequistão    | 14.64     | 1.80 | 13.66 | 25.03 | 5.83 | 51.60 | 2:15.40 | 6099  |                      |
| 11                | Hanne Maudens             | Bélgica        | 13.90     | 1.71 | 13.12 | 23.81 | 6.41 | 36.22 | 2:12.98 | 6088  |                      |
| 12                | Chari Hawkins             | Estados Unidos | 13.23     | 1.77 | 13.59 | 24.81 | 5.95 | 40.07 | 2:16.78 | 6073  |                      |
| 13                | Annie Kunz                | Estados Unidos | 13.27     | 1.80 | 14.58 | 24.37 | 5.95 | 35.36 | 2:20.68 | 6067  |                      |
| 14                | Solène Ndama              | França         | 12.90     | 1.71 | 13.68 | 24.34 | 5.98 | 37.62 | 2:18.75 | 6034  |                      |
| 15                | Noor Vidts                | Bélgica        | 13.58     | 1.77 | 13.55 | 24.46 | 6.11 | 33.58 | 2:15.94 | 5989  |                      |
| 16                | Kateřina Cachová          | Chéquia        | 13.47     | 1.74 | 12.58 | 24.95 | 5.79 | 46.11 | 2:16.85 | 5987  |                      |
| 17                | Anouk Vetter              | Países Baixos  | 13.55     | 1.74 | 14.10 | 24.43 | 6.20 | 54.17 | DNF     | DNF   |                      |
| 18                | Marthe Koala              | Burquina Fasso | 13.05     | 1.74 | 13.28 | 24.29 | 6.44 | 37.59 | DNS     | DNF   |                      |
| 19                | Maria Huntington          | Finlândia      | 13.32     | 1.83 | 12.21 | 24.72 | DNS  | –     | –       | DNF   |                      |
| 20                | Ivona Dadic               | Áustria        | DSQ       | DNS  | –     | –     | –    | –     | –       | DNF   |                      |

Legenda
| Recorde mundial       | Recorde mundial (World record)               |                       | Recorde africano                      | Recorde africano (African) |                                           | Q | Classificado por posição (Qualified) |
| Recorde do campeonato | Recorde do campeonato (Championship record)  | Recorde da América    | Recorde da América (Americas)         | q                          | Classificado por melhor tempo (Qualified) |   |                                      |
| Melhor marca do ano   | Melhor marca do ano (World leading)          | Recorde asiático      | Recorde asiático (Asian)              | DNS                        | Não largou (Did not start)                |   |                                      |
| Recorde nacional      | Recorde nacional (National record)           | Recorde europeu       | Recorde europeu (European)            | DNF                        | Não terminou (Did not finish)             |   |                                      |
| Recorde pessoal       | Recorde pessoal do atleta (Personal best)    | Recorde da Oceania    | Recorde da Oceania (Oceania)          | DSQ / DQ                   | Desclassificado (Disqualified)            |   |                                      |
| Recorde da temporada  | Recorde da temporada do atleta (Season best) | Recorde sul-americano | Recorde sul-americano (South America) | NM                         | Sem marca (No mark)                       |   |                                      |